# Tanjong Krueng (Kembang Tanjong)
Tanjong Krueng is een bestuurslaag in het regentschap Pidie van de provincie Atjeh, Indonesië. Tanjong Krueng telt 404 inwoners (volkstelling 2010).